# Po przecinku
Po przecinku – program publicystyczny nadawany od 1 kwietnia 2014 do 31 sierpnia 2016 w TVP Info jako kontynuacja głównego wydania Panoramy TVP2.
26 października 2015 roku oglądalność programu wynosiła prawie 1,2 mln widzów.

## Formuła programu
W programie rozwijano najważniejszy temat, który przedstawiono wcześniej w serwisie informacyjnym Panorama. W magazynie pojawiały się rozmowy dotyczące polityki, gospodarki, kultury czy spraw społecznych.

## Prowadzący
- Marta Kielczyk (od kwietnia 2014 do sierpnia 2016)
- Iwona Kutyna (od kwietnia do sierpnia 2016)
- Tomasz Wolny (od kwietnia 2014 do sierpnia 2016)
- Hanna Lis (od kwietnia 2014 do stycznia 2016)
- Joanna Racewicz (od kwietnia 2014 do marca 2016)